# Vessel (Bauwerk)
Vessel (TKA) ist eine etwa 46 Meter hohe Struktur und Besucherattraktion und Teil des Städtebauprojektes Hudson Yards auf der West Side von Manhattan in New York City. Sie ist eine Mischung zwischen Gebäude, Kunstwerk und Monument und wurde nach Plänen des britischen Designers und Architekten Thomas Heatherwick erbaut.

## Beschreibung
Das Städtebauprojekt Hudson Yards befindet sich im gleichnamigen Viertel Hudson Yards im Stadtteil Chelsea am Ufer des Hudson Rivers. Vessel ist der gestalterische Mittelpunkt im zwei Hektar großen Park „Public Square and Gardens at Hudson Yards“, der von den Wolkenkratzern der Hudson Yards umgeben ist. Die aufwändige wabenartige Struktur ist 45,7 m (150 Fuß) hoch, besitzt 16 Stockwerke und besteht aus 154 Treppen, 2500 Stufen und 80 Podesten, die die Besucher besteigen können. An der Basis beträgt der Durchmesser etwa 15 m und erweitert sich nach oben allmählich auf 46 m. Für mobilitätseingeschränkte Menschen verfügt die Struktur nach ADA-Richtlinien über Rampen und einen Aufzug.
Das Projekt Vessel wurde am 14. September 2016 vorgestellt. Der Bau begann im April 2017 und Vessel wurde am 15. März 2019 eröffnet. Die einzelnen kupferverkleideten Teile wurden in Italien gefertigt und per Schiff nach New York transportiert. Die endgültigen Kosten, die vom Hudson Yards-Entwickler Related Companies finanziert wurden, belaufen sich geschätzt auf 200 Millionen US-Dollar.

## Schließungen
Im Januar 2021 musste die Struktur nach drei Selbstmorden vorerst geschlossen werden. Die Betreiber berieten zunächst ohne konkrete Lösung, wie man hier Suizide verhindern kann. Im Mai 2021 hatte man es unter den Bedingungen wiedereröffnet, dass die Besucher mindestens einen Begleiter haben und Besucher ab fünf Jahren 10 Dollar für ein Ticket bezahlen mussten. Nachdem zwei Monate später ein weiterer Selbstmord geschah, als ein Teenager im Beisein seiner Familie in die Tiefe sprang, wurde Vessel auf unbestimmte Zeit geschlossen. Anschließend testete man verschiedene Sicherheitskonzepte, vorerst ohne befriedigendes Ergebnis. Inzwischen ist Vessel an der Basis auf der untersten Ebene wieder für Besucher kostenlos zugänglich, während die Treppen und der Lift weiterhin gesperrt sind.
Am 21. Oktober 2024 wurde das Vessel wieder für Besucher geöffnet. Beim Zugang muss man eine Sicherheitskontrolle passieren. Einige Bereiche der Struktur sind gesperrt, während die zugänglichen Treppenanlagen und Aussichtspunkte mit Sicherheitsnetzen versehen sind.

## Galerie

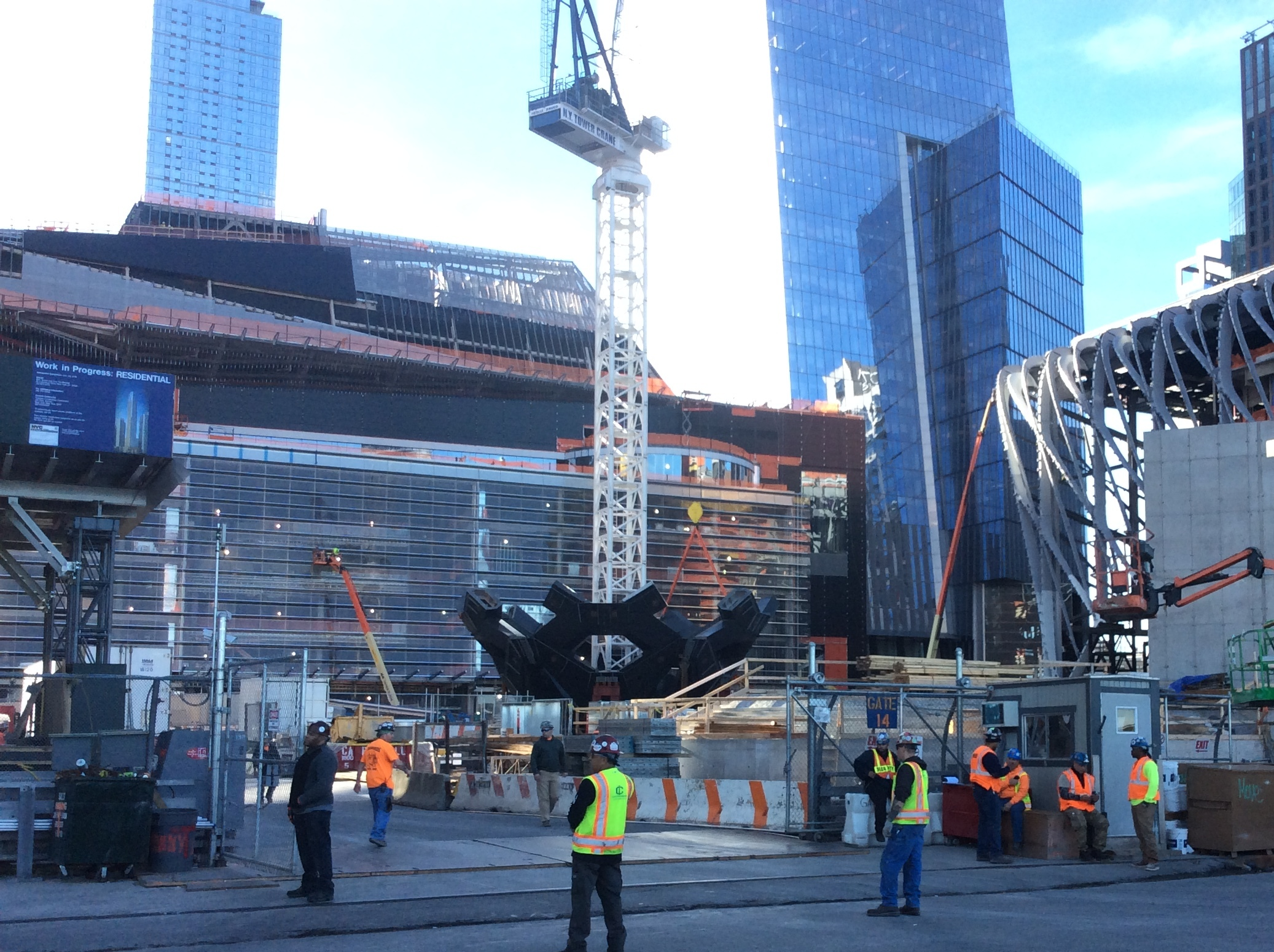
Nach Baubeginn am 16. Mai 2017
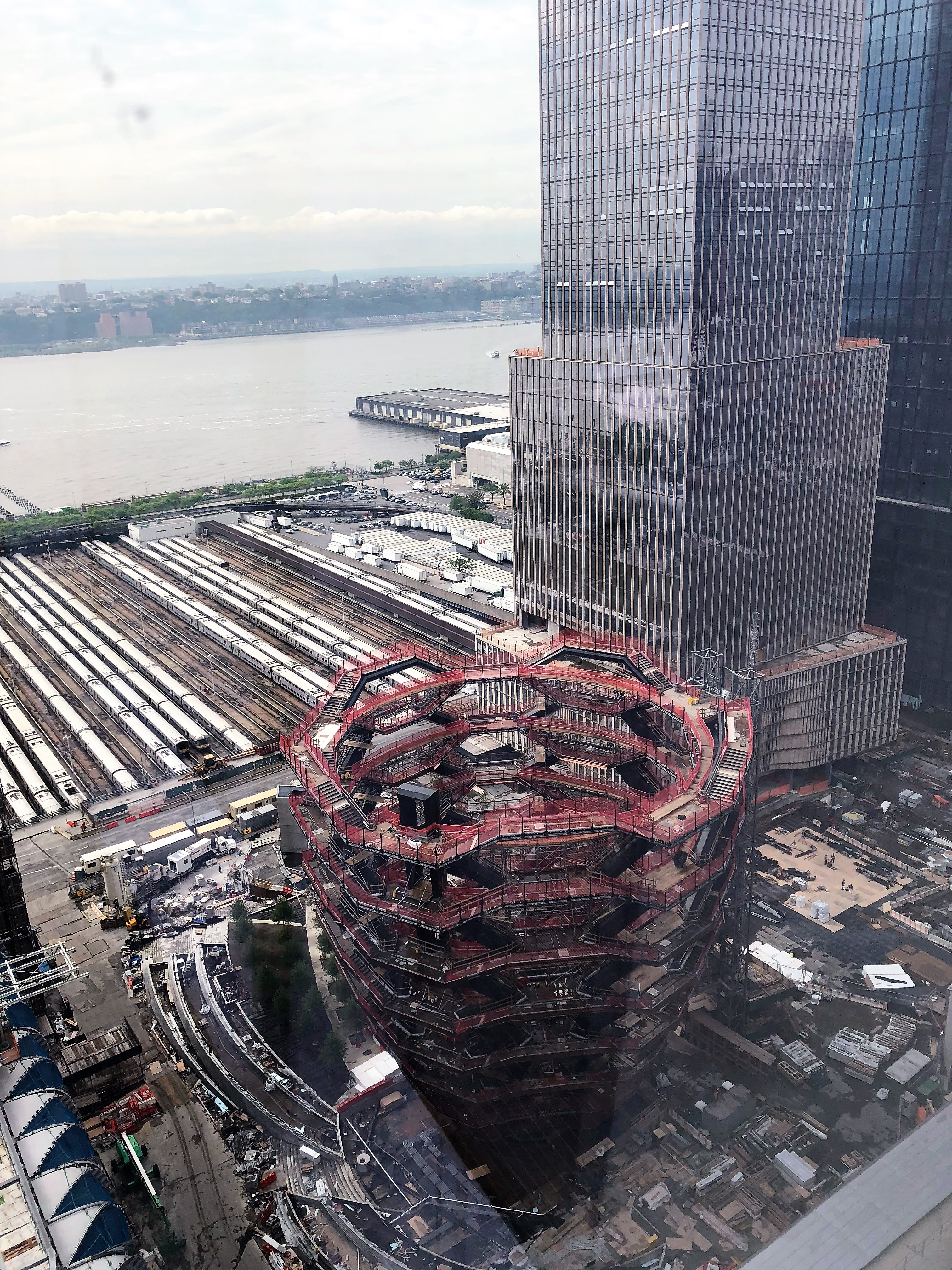
Baufortschritt 2018
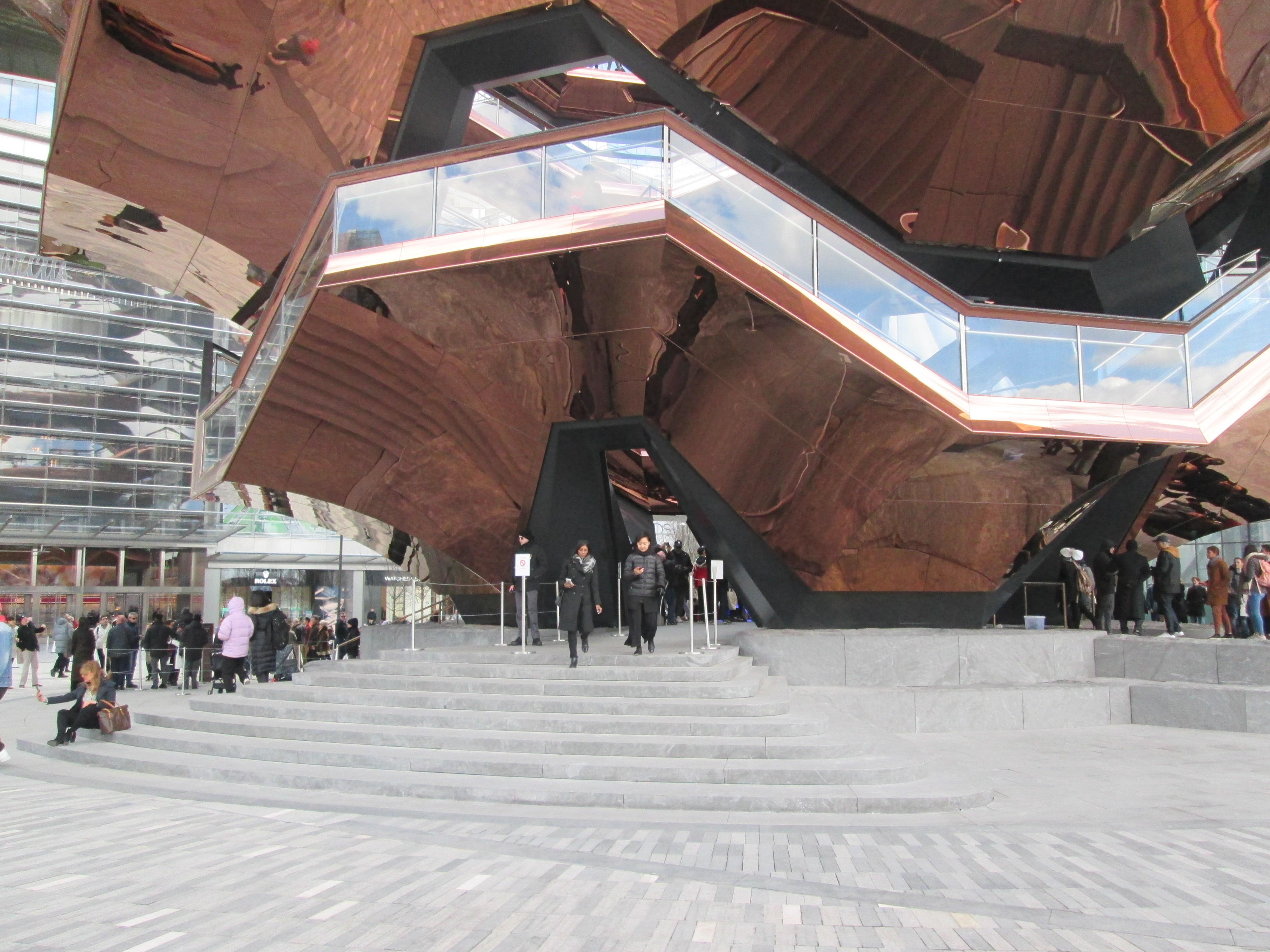
Eingang an der Basis
Blick von oben
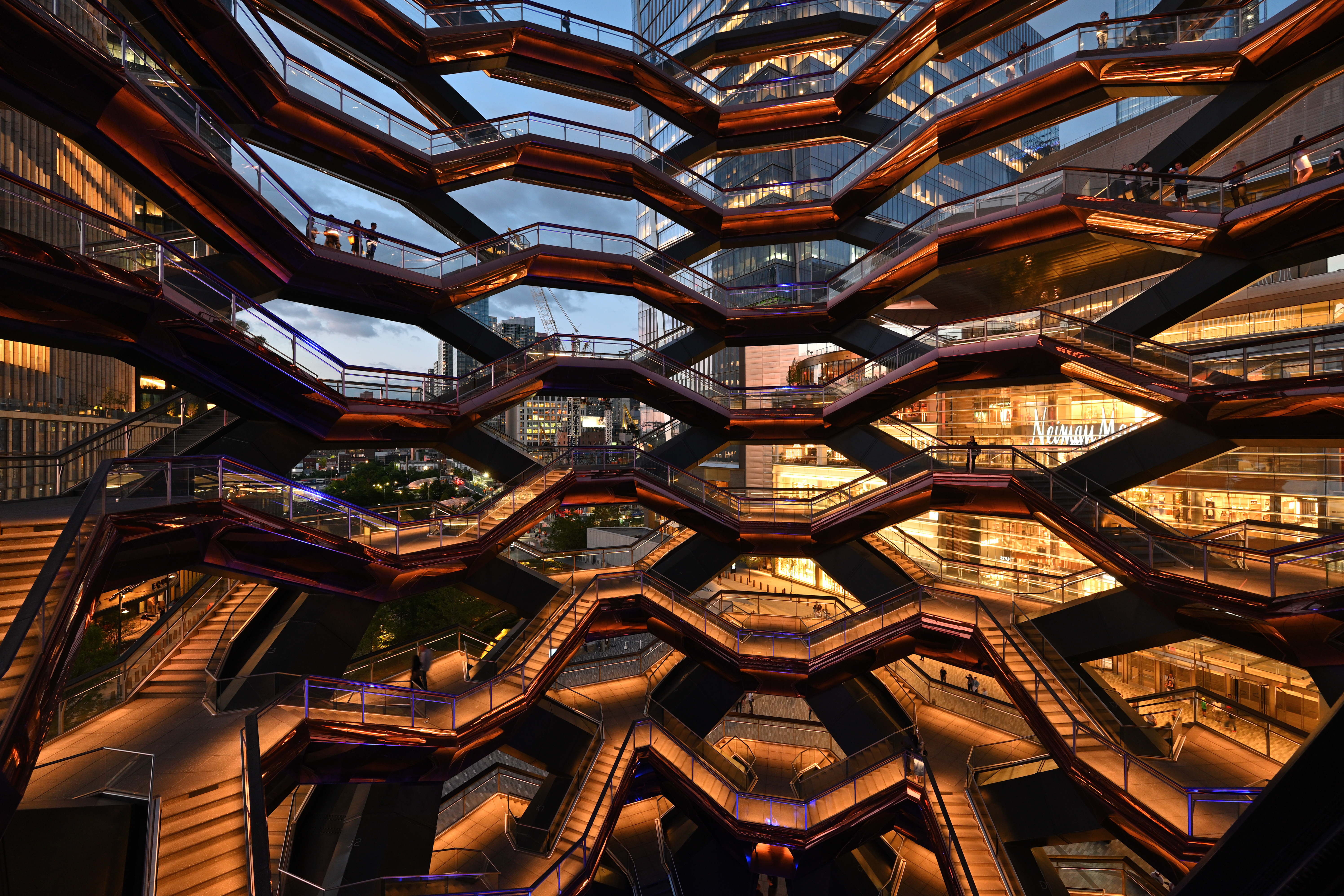
Im Innern von Vessel
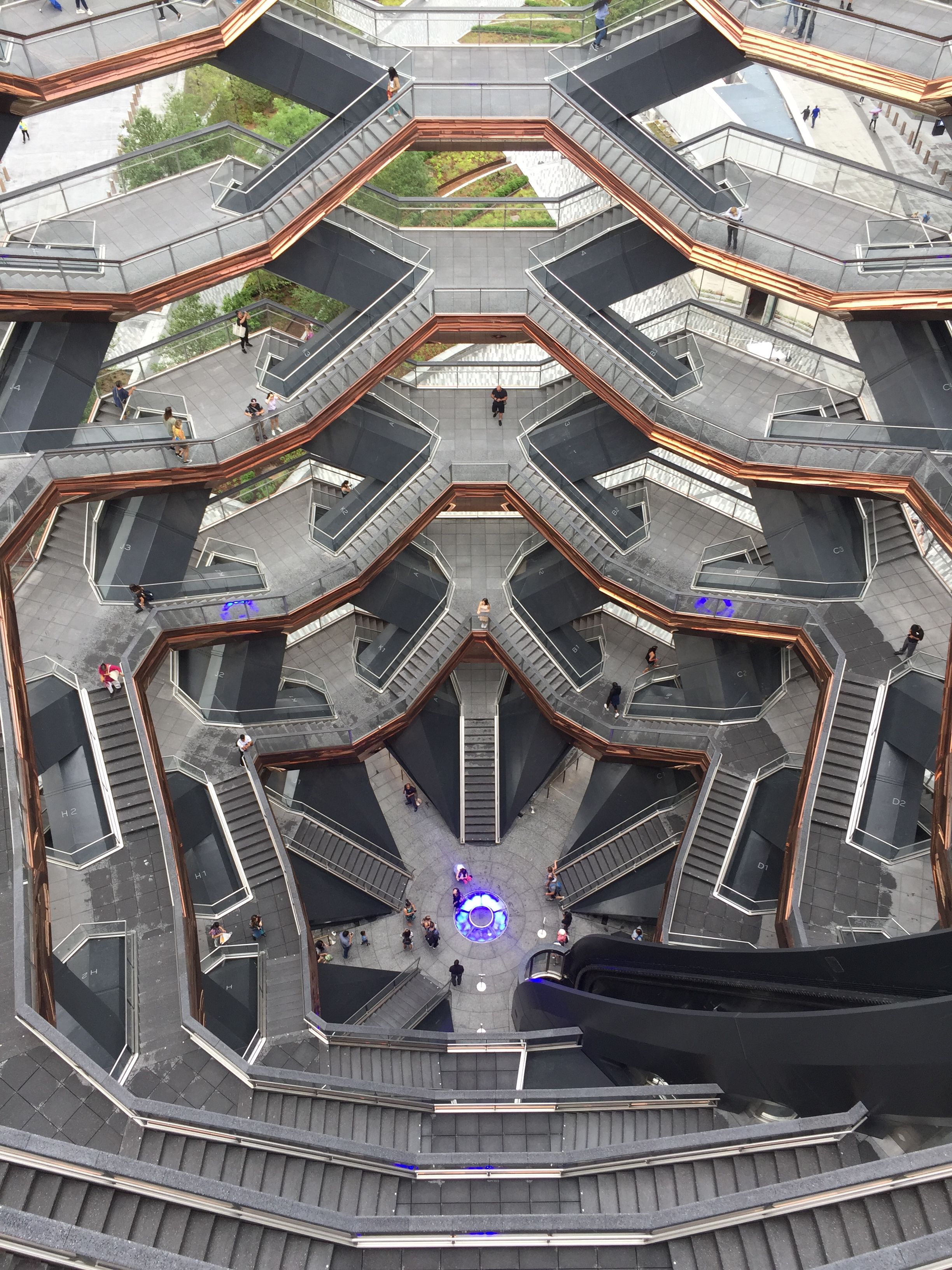
Blick von oben in das Zentrum der Struktur